# Рио Марина
Рио Марина (итал. Rio Marina) је насеље у Италији у округу Ливорно, региону Тоскана.
Према процени из 2011. у насељу је живело 1220 становника. Насеље се налази на надморској висини од 8 м.

## Становништво
Према резултатима пописа становништва 2011. у општини је живело 2.235 становника.
| 1931. | 1936. | 1951. | 1961. | 1971. | 1981. | 1991. | 2001. | 2011. |
| ----- | ----- | ----- | ----- | ----- | ----- | ----- | ----- | ----- |
| 4.093 | 3.893 | 3.533 | 3.613 | 2.681 | 2.317 | 2.043 | 2.150 | 2.235 |